# Świecie (gmina)
Świecie est une gmina mixte du powiat de Świecie, Couïavie-Poméranie, dans le centre-nord de la Pologne. Son siège est la ville de Świecie, qui se situe environ 45 km au nord de Toruń et 45 km au nord-est de Bydgoszcz.
La gmina couvre une superficie de 174,81 km2 pour une population de 32 866 habitants.

## Géographie
Outre la ville de Świecie, la gmina inclut les villages de Chrystkowo, Czapelki, Czaple, Drozdowo, Dworzysko, Dziki, Ernestowo, Głogówko Królewskie, Gruczno, Kosowo, Kozłowo, Małe Bedlenki, Marianki, Morsk, Niedźwiedź, Nowe Dobra, Polski Konopat, Przechówko, Sartowice, Skarszewo, Sulnówko, Sulnowo, Święte, Topolinek, Wiąg, Wielki Konopat et Wyrwa.
La gmina borde la ville de Chełmno et les gminy de Bukowiec, Chełmno, Dragacz, Drzycim, Jeżewo et Pruszcz.